# Modern Combat 5: Blackout
Modern Combat 5: Blackout è un videogioco sparatutto in prima persona, sviluppato e rilasciato da Gameloft nel 2014. Il titolo è il quinto capitolo della serie Modern Combat ed il seguito di Modern Combat 4: Zero Hour, inoltre è anche il primo a presentare uno stile di gioco completamente free-to-play per tutte le piattaforme, fatta eccezione della versione per BlackBerry, nella quale tale caratteristica è stata presentata in un aggiornamento successivo. Venne pubblicato il 24 luglio 2014 per Microsoft Windows, Windows Phone, iOS, Android e BlackBerry.

## Trama
L'Esercito di Liberazione Mondiale, un'organizzazione terroristica, ha attaccato Venezia per rubare le armi chimiche in possesso delle Nazioni Unite. Cayden Phoenix (il personaggio minore in Modern Combat 4), un ex marine americano che ora lavora come appaltatore militare privato per la Gilman Security Corporation, era stato inviato in missione quando l'Esercito di Liberazione Mondiale (WLA) aveva lanciato un attacco a sorpresa a Venezia, in Italia, per rubare le armi chimiche segretamente nascoste a Venezia dalle Nazioni Unite, seguito da un attacco informatico a diverse reti asiatiche una settimana dopo. Il suo compagno di squadra era Jonathan Taylor ("Bull"), un ex agente delle forze speciali statunitensi licenziato per aver venduto armi e informazioni riservate a gruppi terroristici.
Phoenix cerca poi di convincere Roux che l'attacco della WLA a Venezia era in realtà un insabbiamento orchestrato dalla stessa Gilman Security per qualcosa di più grande, ma Roux è riluttante a credergli. Phoenix rivela anche che Gilman è venuto a conoscenza delle sue indiscrezioni sui loro affari e lo ha ricattato per fargli firmare il rapporto della missione, minacciando di fare del male a sua figlia Lily.
La campagna prosegue un mese dopo, con Phoenix che si risveglia in un camice d'ospedale nel Tempio di Rinnoji, in Giappone. Viene rivelato che un mese fa Tokyo è stata colpita da un massiccio attacco con armi chimiche provenienti dalla missione a Venezia, e l'intera città è ora in isolamento. Il tempio è stato trasformato in un ospedale di fortuna per i rifugiati dell'attacco, ma ora è caduto sotto il controllo dei Raider, una potente banda di strada che ha sfruttato il caos di Tokyo creato dall'attacco per saccheggiare ed espandere il proprio potere.
Phoenix riesce a fuggire dal tempio con l'aiuto di un'infermiera e confidente di Roux, Miku Kubo, e incontra Isaac Tukura e Andrews, inviati da Roux per salvarlo. Il gruppo si dirige quindi in camion verso il rifugio di Roux nel centro di Tokyo.
Durante il tragitto verso il rifugio, il camion del gruppo cade in un'imboscata dei Raider e dei droni della Gilman Security che, a causa del blocco della città, sono stati designati per sparare su qualsiasi bersaglio in movimento nella loro area. Phoenix tenta di tenere a bada i nemici usando una mitragliatrice calibro 50, ma alla fine il camion si ribalta; Andrews rimane ucciso nel relitto, mentre Tukura riesce a trascinare Phoenix fuori dai rottami per metterlo in salvo. Tukura e Phoenix si avventurano in città a piedi e requisiscono un furgone dai Raider che usano per raggiungere il rifugio, dove si incontrano con Roux, Alex Hawk e altri membri della squadra di Roux.
Roux ordina ai membri della squadra di assumere posizioni difensive poiché i Raider hanno iniziato a convergere verso il rifugio, con Phoenix che imbraccia un fucile di precisione su un balcone. Tuttavia, un elicottero Apache dirottato dai Raider lancia un razzo contro l'edificio, facendo cadere Phoenix al sicuro in un piano inferiore. Phoenix, insieme a Roux e Hawk, riesce infine a respingere i Raider dal rifugio, mentre Hawk e Phoenix si dirigono a dispiegare i disturbatori elettronici nelle vicinanze per difendersi dai droni della Gilman Security.
Dopo aver messo in sicurezza il rifugio, Roux e Phoenix si incontrano nell'ufficio di Roux, dove Phoenix riprende la loro precedente conversazione sul coinvolgimento della Gilman Security nell'attacco a Venice. Roux informa Phoenix di averlo segnalato come ucciso in azione ai superiori della Gilman per tenere al sicuro sua figlia nel frattempo. Roux riproduce un audio che è riuscita a intercettare tra Bull e il terrorista internazionale Everett Saunders (l'antagonista di Modern Combat 4). Durante la conversazione, Bull rivela di essere stato sul libro paga di Saunders durante la missione a Venezia e i due organizzano un incontro in un cantiere a Ryogoku, Tokyo, per discutere della retribuzione di Bull e dei piani per la "Fase 2". Al termine della conversazione, Bull minaccia che se non riceverà la sua paga, intende rivelare che Saunders è in realtà a capo della Gilman Security sotto lo pseudonimo dell'amministratore delegato Kirk Bancroft. Dopo questa rivelazione, Roux e Phoenix progettano di spiare l'incontro tra Bull e Saunders per saperne di più sulla "Fase 2", ma prima Phoenix chiede a Roux di lasciargli spiegare i veri eventi accaduti a Venezia.
Il gioco passa poi a un altro flashback in cui Phoenix descrive ulteriormente gli eventi della missione a Venezia. Phoenix e Bull sono in viaggio in elicottero sopra Piazza San Marco a Venezia con la missione di mettere al sicuro il "Pacchetto" dai terroristi della WLA, un deposito di armi chimiche custodito a Venezia dall'ONU. Il loro elicottero viene attaccato da elicotteri dell'UCS, uccidendo il loro mitragliere. Phoenix imbraccia la mitragliatrice per tenere a bada i nemici e, insieme a Bull, viene fatto scendere e inviato a recuperare il Pacchetto prima che la WLA possa rubarlo. Phoenix riesce ad abbattere un elicottero con un missile SAM appena in tempo per impedirgli di fuggire con il pacco, mentre lui e Bull si dirigono verso il luogo dell'incidente e dispiegano un drone di sollevamento per difendere l'area dai nemici del WLA che si stanno convertendo.
Alla fine la squadra si incontra con un elicottero Apache che recupera il pacco, mentre un altro elicottero libera una zona di atterraggio sulla Plaza per l'estrazione di Phoenix. Tuttavia, mentre Phoenix viene estratto, l'elicottero viene improvvisamente attaccato da un elicottero ostile, gettando Phoenix nel canale, dove Bull lo salva in barca. Bull e Phoenix fuggono attraverso il canale mentre sono inseguiti da un elicottero d'attacco della WLA; Bull annulla l'operazione "Strikezone", dichiarando il Pacchetto sicuro e richiedendo una nuova estrazione.
Il flashback si conclude con Phoenix che spiega la natura dell'insabbiamento a Venezia. La WLA è stata in realtà sotto il controllo della Gilman Security per tutto il tempo, con l'attacco a Venezia che è stato inscenato dai vertici della Gilman Security per fornire una copertura per rubare le armi chimiche stoccate a Venezia dall'ONU con lo stratagemma di un attacco terroristico, mentre Bull aveva l'ordine di recuperare le armi ed eliminare ogni opposizione.
Le armi rubate a Venezia sono state poi fatte esplodere a Tokyo da Gilman durante il Vertice internazionale sulla sicurezza informatica, che, ironia della sorte, è stato costituito in risposta a un attacco informatico alle reti asiatiche in cui Gilman stesso era probabilmente coinvolto; Gilman ha usato questi attacchi per cercare di scatenare una grande guerra mondiale.
Phoenix, insieme a Hawk e Turkura, entra nell'atrio principale del quartier generale di Gilman, mentre Roux assiste la squadra con un fucile da cecchino da un edificio adiacente. Entrando nel quartier generale, la squadra nota che l'edificio è già stato attaccato dai Raider. La squadra elimina le forze Gilman che sorvegliano l'atrio e si fa strada verso l'alto dell'edificio tramite un ascensore esterno; tuttavia, l'ascensore viene attaccato da droni di sollevamento, il che fa perdere l'equilibrio a Hawk, che cade e muore.
Tukura e Phoenix si dirigono verso il mainframe del computer del quartier generale e violano il sistema, recuperando le prove del coinvolgimento di Gilman nei recenti attacchi terroristici, e si dirigono verso il tetto per essere estratti con un elicottero dopo che la squadra di risposta di Gilman inizia a sparare alle celle di alimentazione del computer. Sul tetto, Saunders contatta Phoenix via radio e lo deride, minacciando sua figlia Lily, e attacca la squadra con un elicottero Apache; tuttavia, l'elicottero di Saunders viene temporaneamente scacciato dall'Apache inviato per l'estrazione delle squadre.
Phoenix e Tukura riescono a liberare una zona di atterraggio per l'estrazione dell'elicottero, ma dopo che Phoenix si è avvicinato all'elicottero, l'elicottero di Saunders riemerge e abbatte l'elicottero di estrazione; Phoenix si vendica con rabbia sparando al pilota dell'elicottero di Saunders con la sua pistola, facendolo schiantare sul tetto. Saunders emerge quindi dai rottami e si prepara a sparare a Phoenix, ma Phoenix riesce a strappargli la pistola e gli conficca il coltello dello stesso Saunders nella gola, uccidendolo.
La trama si conclude con una conversazione tra Roux e Phoenix qualche tempo dopo gli eventi precedenti. Phoenix rivela che sua figlia Lily è al sicuro e che ora è con lei, mentre Roux rivela che le informazioni recuperate dal quartier generale di Gilman hanno portato all'arresto di alti funzionari di Gilman e delle Nazioni Unite coinvolti nella cospirazione e sono state utilizzate per collegare Gilman a organizzazioni terroristiche in Medio Oriente. Dopo aver scoperto il coinvolgimento di Gilman negli attacchi terroristici, l'ONU li ha rimossi da Tokyo e la regione si è da allora ristabilizzata. Mentre i due concludono la loro conversazione, tuttavia, Roux riceve improvvisamente un'importante e-mail riguardante un incarico urgente, con la trama che si conclude con un colpo di scena.